# José Rivera Álvarez de Canero
José Rivera Álvarez de Canero (San Fernando, Cádiz; 27 de octubre de 1862 - 1937) fue un militar y político español, ministro durante el reinado de Alfonso XIII.

## Biografía
Era hijo de José Rivera Tuels y Alejandra Álvarez de Canero. Ingresó en la Armada como guardiamarina en 1875, ya iniciada la Restauración borbónica. Tras obtener el ascenso a guardiamarina de segunda clasem embarcó en las fragatas Blanca, Numancia y Lealtad, con la que navegó a Cuba. Nuevamente ascendido a guardiamarina de primera, embarcó en las fragatas Villa de Madrid y Sagunto, los vapores San Francisco de Borja y Lepanto y en la corbeta Villa de Bilbao, realizando diversas operaciones por el mar Mediterráneo.
Al mando de una batería en el crucero Alfonso XII, en 1893 participó en la campaña de Melilla, la conocida guerra de Margallo, con el bombardeo de diversas posiciones contra las cabilas rifeñas que rodeaban el enclave español. Posteriormente fue trasladado a Filipinas en el crucero Castilla, asistiendo en este busque en la batalla de Cavite, donde fue hundido. Al mando del cañonero Albay, tomó parte en todas las operaciones sobre Naic. Cuando todavía no se había cumplido un año desde su llegada a Manila, regresó a España, concediéndosele en 1900 la Cruz de San Hermenegildo.
Posteriormente, realizó diversas operaciones en la zona del estrecho de Gibraltar y en la costa marroquí, mandando en 1911 el transportador Almirante Lobo y desempeñando diversas comisiones durante las operaciones contras las cabilas del Rif. En 1919 fue ascendido a contraalmirante. Tras ser cesado de su puesto en el Arsenal de Ferrol, se le nombró general jefe de la División de Instrucción, en la que permaneció hasta su ascenso a vicealmirante en 1921, meses antes del desastre de Annual.
Destinado en 1922 en el Arsenal de La Carraca como comandante general, en el mes de abril marchó a Madrid tras ser designado ministro de Marina en el gobierno de José Sánchez Guerra. Estando como ministro, fue decisión suya la de movilizar los submarinos Isaac Peral y el B-1 hacia el peñón de Vélez de la Gomera, donde la guarnición militar que lo controlaba estaba siendo acosada por las tropas rifeñas de Abd el-Krim. Dimitió de su cargo en el mes de diciembre.
En enero de 1927, se le concede la Gran Cruz de la Orden Militar del Mérito Naval con distintivo rojo por las operaciones de Alhucemas. Ascendido a almirante, llegó a ser nombrado consejero de Estado y jefe del Estado Mayor de la Armada. Fue nombrado asambleísta de la Asamblea Nacional Consultiva que se desarrolló durante la dictadura de Primo de Rivera. En octubre de 1930 pasó a la reserva. No obstante, volvió a ser llamado a la primera línea política después de que dimitiera Dámaso Berenguer en 1931 y se formara un gabinete de urgencia presidido por el almirante Juan Bautista Aznar. Rivera Álvarez de Canero volvió a ocupar la cartera de Marina desde el 20 de febrero hasta el 14 de abril, día en que se proclamó la Segunda República Española.